# Mnich
Mnich település Csehországban, a Pelhřimovi járásban. Mnich Drunče, Rosička, Vlčetínec, Horní Radouň, Bohdalín, Hojovice, Bořetín és Černovice településekkel határos. Lakosainak száma 412 fő (2024. január 1.).

## Népesség
A település lakosságának változását az alábbi diagram mutatja:
| Lakosok száma | 1262 | 1376 | 1316 | 907  | 552  | 412  | 410  | 388  | 405  | 412  |
|               | 1869 | 1890 | 1921 | 1950 | 1980 | 2001 | 2017 | 2019 | 2022 | 2024 |